# Никитская башня (Тула)
Никитская башня — одна из башен Тульского кремля, построенного в 1514—1520.

## История
Своё название башня получила по названию района к которому выходила — «Никитский конец», а тот в свою очередь назывался по находившейся в нём церкви Никиты Великомученика. Внутри она снабжена двумя деревянными мостами и каменным сводом над нижним ярусом, где в 1676 году хранилась «пороховая и свинцовая казна». Исследователи считают, что в Никитской башне в конце XVII — начале XVIII века находился пыточный застенок, куда водили подозреваемых на дознания.
Башня расположена на южном углу кремля. Она является круглой и глухой.